# PowaTag
PowaTag est une technique d'engagement  et de paiement mobile,  développée par Powa Technologies,.  Les consommateurs peuvent acheter tout article en 1-Clic à partir de n'importe quel média (TV, presse, web, social..) en utilisant la caméra ou le micro de leur smartphone.
PowaTag a été lancé en mars 2014 à New York par le CEO Dan Wagner. Au moment du lancement, plus de 240 marques avaient déjà signé un partenariat pour bénéficier du service PowaTag.  
En mai 2014, la marque de prêt-à-porter Comptoirs des Cotonniers est la première à lancer une opération avec PowaTag dans les certaines villes de France.
En novembre et décembre 2014, de nouvelles campagnes  sont lancées en France avec les marques Maille (groupe Unilever), Botanic, le Groupe Beaumanoir ou encore Carrefour en partenariat avec AFM Téléthon. Elles permettent , par exemple, aux lectrices du magazine Stylist d'acheter directement l'article présenté en scannant la publicité avec leur smartphone.
PowaTag est également déployé en Angleterre avec le groupe de distribution Tesco et en Italie avec la chaine d'hôtels Best Western.
Les fans de rugby du Stade de Twickenham peuvent même commander leur bière en 30 secondes avec PowaTag grâce à une file d'attente réservée
Aux États-Unis, PowaTag organise une première mondiale en permettant aux utilisateurs de 8000 Taxis Jaunes de New York de pouvoir commander instantanément une sélection de vêtements de la marque 2(X)ist. en scannant l'écran TV situé devant eux.

## Fonctionnalités
Avec PowaTag, les utilisateurs peuvent acheter en 1-Clic avec leur smartphone à partir de n'importe quel média (TV, presse, affichage, online, social). Les détails de paiement et de livraison sont paramétrables par produit et marque.
L'application associe  un lecteur de codes QR, un module exclusif de reconnaissance audio, et une interface Bluetooth permettant l'achat en 1-Clic depuis un mobile. 
Offline : La technologie PowaTag permet d'acheter n'importe quel produit, n'importe où et n'importe quand. L'utilisateur n'a qu'à flasher un code QR depuis son application. 
Online : Les clients peuvent acheter en 1-Clic en ligne depuis un ordinateur, en flashant le code QR associé à un produit, et depuis un mobile, en cliquant sur le bouton Achetez en 1-Clic.
AudioTag : Des watermarks inaudibles peuvent être insérés dans une émission radio, des publicités TV ou des événements en direct puis détectés par l'application, et permettent d'acheter en 1-Clic le produit associé à ceux-ci. 
Beacons : Les marchands peuvent pousser des offres ciblées à leurs clients en magasin via des beacons bluetooth.

## Histoire
PowaTag a vu le jour début 2014 grâce à une levée de fonds de plus de 76 millions de dollars pour son premier tour de table.
En mars 2015, L'Oréal annonce un partenariat avec PowaTag aux États-Unis, son marché le plus important
En mai 2015, les groupes de communication RAI en Italie et AtresMedia en Espagne annoncent à leur tour une alliance avec PowaTag ; les annonceurs peuvent désormais intégrer la technologie PowaTag pour permettre à leurs clients d'acheter en 1-Clic en scannant les publicités TV arborant le logo PowaTag avec leur smartphone.
Fin mai 2015, PowaTag et l'ONG anglaise Christian Aid lancent une campagne TV permettant aux téléspectateurs de faire directement leur don en scannant le spot TV de l'association sur la chaine anglaise ITV et YouTube.